# 広島県道75号三原竹原線
広島県道75号三原竹原線（ひろしまけんどう75ごう みはらたけはらせん）は、広島県三原市から竹原市に至る県道（主要地方道）である。

## 概要
三原市皆実3丁目から竹原市本町1丁目に至る。
三原市から竹原市中心部間は、国道185号よりも短絡で連絡する。

### 路線データ
- 起点：三原市皆実3丁目（三原警察署入口交差点、国道185号交点）
- 終点：竹原市本町1丁目（たけはら町並み保存地区交差点[1]（国道185号交点）
- 総延長：約17.5 km

## 歴史
- 1976年（昭和51年）12月17日 - 広島県告示第937号により広島県道166号三原竹原線として認定される[2]。

前身は広島県道360号甲原新倉線、三原市道、竹原市道。ただし、三原市小泉町の三原市・竹原市境近くでけもの道になっている箇所があり、それから四半世紀近くにわたって全線を自動車で走行することは不可能であった。また、そういう事情もあってか竹原市田ノ浦3丁目で合流する広島県道369号南方竹原線よりも番号が若いにもかかわらず広島県道369号南方竹原線が重要視され、竹原市内では案内標識や県道標識に本路線の存在が示されることはなかった。
- 1993年（平成5年）5月11日 - 建設省から、県道三原竹原線・県道南方竹原線の一部が三原竹原線として主要地方道に指定される[3]。
- 1994年（平成6年）4月1日 - 広島県告示第408号により県道番号が変更され、現在の路線名称になる。
- 2001年（平成13年）11月12日 - 三原市・竹原市境に建設が進められていた小吹山トンネルが開通し、認定から約25年経過してようやく全区間が自動車で走行できるようになる。
- 2006年（平成18年）3月29日 - 竹原市内の改良が完成し、呉方面から国道185号を走ってきた場合、まっすぐに本路線に入れるようになる。
- 2006年（平成18年）6月1日 - 竹原市の区間における県道の管理権限が広島県から竹原市へ移譲される。
- 2008年（平成20年）6月1日 - 三原市の区間（後述の路線延伸区間（旧国道2号）を除く）における県道の管理権限が広島県から三原市へ移譲される。
- 2016年（平成28年）
  - 1月14日 - 広島県告示第15号により三原市における区間の路線延伸[4]。三原バイパスに並行する国道2号現道区間の管理が国土交通省中国地方整備局福山河川国道事務所から広島県東部建設事務所三原支所へ移管されることが決まったことに伴い、本路線の起点が三原市新倉1丁目・定屋大橋北詰交差点（国道2号交点）から現在地に変更される[5][6]。
  - 4月1日 - 三原バイパスに並行する国道2号現道区間の管理が広島県東部建設事務所三原支所へ移管され、三原市皆実3丁目・三原警察署入口交差点 - 三原市新倉1丁目・定屋大橋北詰交差点が本路線の単独区間となる。
  - 12月2日 - 終点の交差点名称が新港橋東詰交差点からたけはら町並み保存地区交差点へ変更される[1]。

## 路線状況

### 道路施設

#### 橋梁
- 定屋大橋（沼田川、三原市新倉1丁目 - 三原市明神3丁目）
- 汐越橋（天井川、三原市明神5丁目）
- 高砂橋（加古川、三原市小泉町）
- 小吹北大橋（内浜川、竹原市小梨町）

#### トンネル
- 小吹山トンネル：延長145 m、2001年（平成13年）竣工、三原市小泉町 - 竹原市小梨町

## 地理

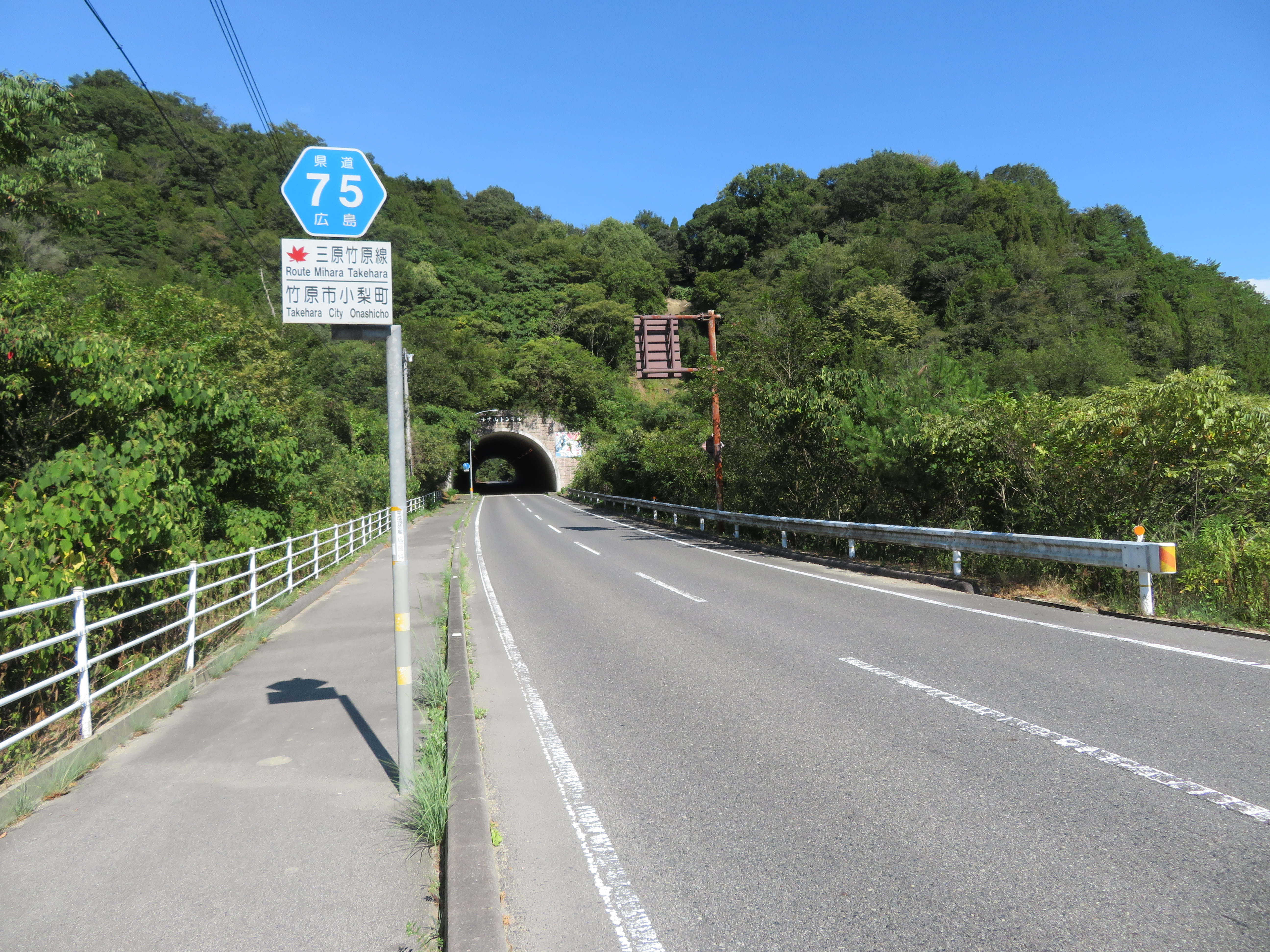
竹原市小梨町付近

### 通過する自治体
- 三原市
- 竹原市

### 交差する道路
| 交差する道路                 | 市町村名 | 交差する場所 | 交差する場所                        |
| ---------------------------- | -------- | ------------ | ----------------------------------- |
| 国道185号                    | 三原市   | 皆実三丁目   | 三原警察署入口交差点 / 起点         |
| 広島県道344号大草三原線      | 三原市   | 新倉一丁目   | 定屋大橋北詰交差点                  |
| 広島県道362号小泉本郷線      | 三原市   | 小泉町       | 生田橋南詰交差点                    |
| 広島県道59号東広島本郷忠海線 | 三原市   | 小泉町       | 甲原橋交差点                        |
| 広島県道369号南方竹原線      | 竹原市   | 田ノ浦三丁目 |                                     |
| 国道185号                    | 竹原市   | 本町一丁目   | たけはら町並み保存地区交差点 / 終点 |

### 沿線
- 県立広島大学三原キャンパス（旧：広島県立保健福祉大学）
- 三原運動公園
- 三原カンツリークラブ
- 広島県立三原特別支援学校
- バンブージョイハイランド
- 白滝山（標高350 m）
- 頼山陽銅像【北緯34度20分39.1秒 東経132度54分41.2秒 / 北緯34.344194度 東経132.911444度】
- 竹原市立竹原小学校
- 竹原町並み保存地区
- 道の駅たけはら